# Green Technology
Green Technology S.A. (dawniej Infinity S.A.) – spółka publiczna w latach 2010–2012 notowana w alternatywnym systemie obrotu na rynku NewConnect prowadzonym przez Giełdę Papierów Wartościowych w Warszawie. Przedmiotem działalności firmy jest budowa i sprzedaż pojazdów elektrycznych. Koncentruje się na rozwoju biznesu w obszarach zielonej energii i oszczędzania energii. Głównym udziałowcem jest EV Capital Invest LLC (67% akcji).

## Historia
Dnia 16 stycznia 2008 roku powstała spółka Infinity S.A., właściciel portalu społecznościowego Solaris Gate. Dnia 6 lipca 2010 roku akcje spółki kierowanej przez prezesa Piotra Tymochowicza zadebiutowały na rynku NewConnect. Animatorem rynku został Dom Maklerski BDM S.A. . W 2011 nastąpiła zmiana profilu działalności spółki oraz jej nazwy na Green Technology. 24 lutego 2011 Green Technology S.A. stała się właścicielem spółki Electric Cars PL Sp. z o.o., a dnia 29 marca 2011 Green Technology S.A. przystąpiła do spółki Green Point Sp. z o.o. W dniu 19 maja 2011 roku Green Technology S.A. nabyła 65% udziałów w firmie Green Convert Sp. z o.o.
Z dniem 2 października 2012 r. akcji spółki GREEN TECHNOLOGY S.A. zostały wykluczone z obrotu w alternatywnym systemie na rynku NewConnect.

## Grupa kapitałowa
Green technology SA jest podmiotem dominującym grupy kapitałowej, w skład której wchodzą:
- Green Point Sp. z o.o (KRS 0000383720) o kapitale zakładowym: 100.000,00 PLN
- Green Convert Sp. z o.o. (KRS 0000339318) o kapitale zakładowym: 10.000,00 PLN
- Electric Cars PL sp. z o.o. (KRS 0000344328) o kapitale zakładowym: 50.000,00 PLN
- Online Expo Polska Sp. z o.o. (KRS 0000319733) o kapitale zakładowym: 120.000,00 PLN